# El Diablo y yo (película)
El Diablo y yo (Angel on My Shoulder) es una película estadounidense de 1946 del género fantástico, con guion de Harry Segall, producción de United Artists, dirección de Archie Mayo y actuación de Paul Muni, Claude Rains y Anne Baxter. Trata de un pacto entre el Diablo y un hombre muerto. 
Fue la última película de Mayo antes de su jubilación.

## Argumento
El gánster Eddie Kagle (Paul Muni) es muerto por su socio de confianza y amigo desde la infancia: Smilley Williams (Hardie Albright).  Tras su muerte, Kagle va al infierno, donde "Nick" (Claude Rains) le ofrece la oportunidad de vengarse de su asesino a cambio de que le ayude con un problema, Kagle guarda un gran parecido con un viejo enemigo de Nick, el juez Parker, un hombre recto y honesto que puede causar problemas a Nick en un futuro, ya que se ha presentado para ser gobernador de su estado.
Nick encarga a Kagle hacerse pasar por el Juez Parker, encargo al que Kagle accede de buena gana. A partir de este momento comienza a sucederse una serie de acontecimientos divertidos y, aunque Kagle persigue su objetivo con intención diabólica, poco a poco comienza a ver con buenos ojos al Juez Parker. Según va pasando la historia, Kagle conoce y comienza a familiarizarse con Barbara Foster (Anne Baxter), la novia de Parker, Kagle pronto se siente atraído por ella hasta que finalmente se enamora, este sentimiento le motiva a cuestionarse su visión de la vida. Finalmente, Kagle se rebela ante Nick.
Ante esto, exasperado y derrotado, Nick, lleva de vuelta a Kagle al infierno, lo que deja al magistrado en una mejor posición que antes, Nick amenaza con hacer la vida del Juez realmente dolorosa, pero Kagle chantajea a su torturador, de modo, que si no hace lo que él quiere, hablará sobre la manera en que actúa.

## Reparto

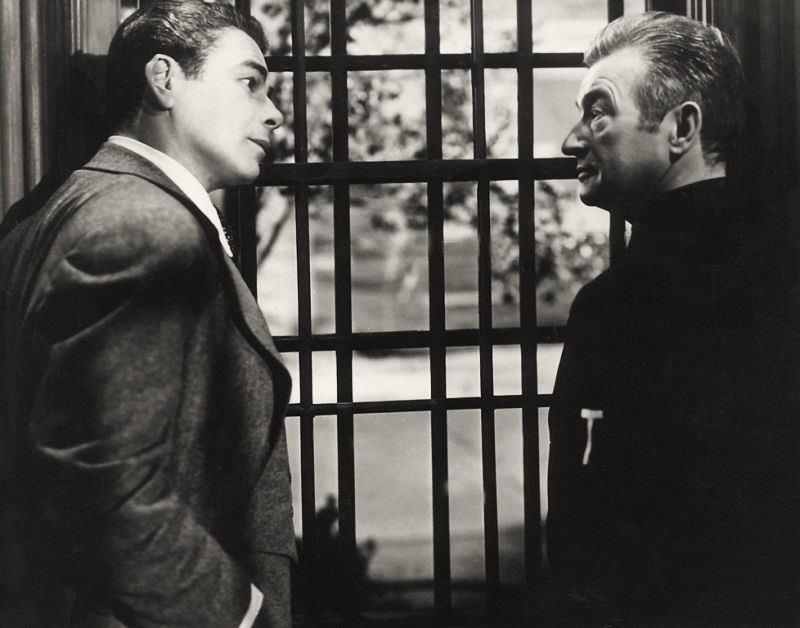
Paul Muni y Claude Rains en parte de un fotograma de la película.

| Actor            | Personaje                    | Notas         |
| ---------------- | ---------------------------- | ------------- |
| Paul Muni        | Eddie Kagle / el juez Parker |               |
| Anne Baxter      | Barbara Foster               |               |
| Claude Rains     | Nick                         |               |
| Onslow stevens   | Dr. Matt Higging             |               |
| George Cleveland | Albert                       |               |
| Erskine Sanford  | Ministro                     |               |
| Marion Martin    | Sra. Bentley                 |               |
| Hardie Albright  | Smiley Williams              |               |
| James Flavin     | Bellamy                      |               |
| Fritz Leiber     | Químico                      | No acreditado |

## Derechos de la película
El filme es actualmente de dominio público en los Estados Unidos. Fuera de ese país, los derechos de la película varían de unos lugares a otros. Estos derechos son conservados por el productor Todd Baker.